# Александер Кристоф фон дер Остен
Александер Кристоф фон дер Остен (на немски: Alexander Christoph von der Osten; * 1547; † 16 януари 1614 в Шилдберг) е благородник от Померания, господар във Волденбург в Пижице в Полша.
Той е син на Динис фон дер Остен (1504 – 1558/1562), съветник в херцогство Померания, и съпругата му Доротея фон Щайнвер (1521 – 1597), дъщеря на Георге фон Щайнвер и Маргарета (Илза) фон Шьонинг. Внук е на рицар Евалд фон дер Остен от Плате (1445 – 1533), съветник и фогт в Княжество Померания, и съпругата му фрайин София фон Малтцан-Пенцлин (* ок. 1460), дъщеря на Йоахим I (Ахим) фон Малтцан († 1473) и Маргарета фон Фос (* ок. 1430).
Брат е на Елизабет фон дер Остен († 1619), омъжена 1575 г. за Фалтин фон Айкщет († 1600); и Урсула фон дер Остен, омъжена за Либориус фон Рамин († сл. 1574). Първи братовчед е на Фридрих фон дер Остен (1529 – 1609).

## Фамилия
Александер Кристоф фон дер Остен се жени 1572 г. във Волденбург за Илзаба фон Айкщет (* 28 юли 1550; † 28 януари 1609, Шилдберг), разведена от Рюдигер фон Нойенкирхен (1531 – 1594), дъщеря на Дубслаф VI фон Айкщет (1490 – 1554) и Анна фон Бредов († 1555). Те имат пет деца:
- Доротея фон дер Остен (* ок. 1570; † ок. 1640), омъжена 1592 г. за Ханс фон Зидов (* сл. 1560; † 8 юни 1635)
- Ханс Адам фон дер Остен (* 31 декември 1581; † 1627), женен за Ева фон Щраус
- Кристоф фон дер Остен (* 1582, Шилдберг; † 8 септември 1631, Кюстрин), курфюрски бранденбурски и померански дворцов юнкер, господар в Шилдберг, женен на 10 януари 1609 г. за Хедвиг фон Рамин (* 1587; † сл. 1620); имат седем деца
- Александер фон дер Остен († 1643), женен I. на 23 юли 1633 г. в Доберцин за Илза фон Бух (* ок. 1600) и има дъщеря, II. за фон Арним
- Анна фон дер Остен-Шилдберг (* 27 март 1590, Шилдберг; † 4 август 1648), омъжена за Йоахим фон Крумензее в Алт-Ландсберг